# Maximilien Pellichero
Maximilien (Max) Pellichero (25 oktober 2002) is een Belgisch droneracer.

## Levensloop
Pellichero was aanvankelijk actief in het modelvliegen. Op zevenjarige leeftijd bestuurde hij zijn eerste drone.
Hij wist zich te plaatsen voor de Wereldspelen van 2022 in het Amerikaanse Birmingham dankzij zijn dertiende plaats op de wereldranking. Aldaar werd hij uitgeschakeld in de achtste finales.